# Río Bolshói Kúndysh
El río Bolshói Kúndysh (en mari: Кугу Кундыш, Kugu Kundyš, en ruso: Большо́й Ку́ндыш) es un río del óblast de Kírov y de la república de Mari-El, en Rusia, tributario por la derecha del río Bolshaya Kokshaga, de la cuenca hidrográfica del Volga. Tiene una longitud de 173 km y una cuenca de 1.720 km². Nace en la región Transvolga, y cruza la depresión de Mari antes de desembocar en el Bolshaya Kokshaga. El asentamiento más importante a sus orillas es Kilemary. Es de régimen mayormente nival.